# Ниндзя-убийца
«Ни́ндзя-уби́йца» (англ. Ninja Assassin) — фильм Джеймса Мактига в жанре боевика, главную роль в котором исполняет Рейн. Продюсерами фильма являются Джоэл Сильвер и сёстры Вачовски. Съёмки фильма проходили в Берлине. Фильм вышел на экраны 25 ноября 2009 года.

## Сюжет
Райдзо — один из самых опасных киллеров в мире. Ещё ребёнком его превратили в умелого убийцу, члена клана Одзуну. После беспощадного убийства кланом его подруги Райдзо уходит от них, чтобы залечь на дно. В его мыслях только одно — отомстить. В Берлине агент Европола Мика Коретти ведёт расследование серии политических убийств и натыкается на подпольную сеть таинственной организации наёмных борцов с дальнего Востока. Не слушая приказы начальства, Мика находит способ посмотреть секретные файлы агентства, чтобы узнать правду о том, что стоит за этими убийствами. Расследование превращает её саму в мишень. Чтобы заставить Мику замолчать навсегда, клан отправляет группу борцов смешанного стиля во главе с Такэси.

## В ролях
| Актёр           | Роль                      |
| --------------- | ------------------------- |
| Рейн            | Райдзо                    |
| Наоми Харрис    | Мика Коретти              |
| Рик Юн          | Такэси                    |
| Бен Майлз       | Райан Маслов              |
| Сё Косуги       | глава клана Одзуну        |
| Стивен Маркус   | Kingpin                   |
| Сон Кан         | Hollywood                 |
| Рэндалл Дук Ким | татуировщик               |
| Фам Линь Дан    | Pretty Ninja              |
| Ли Джун         | Райдзо в юности           |
| Дэвид Литч      | Дверной охранник Европола |

## Создание фильма
Режиссёром фильма «Ниндзя-убийца» является Джеймс Мактиг, а продюсерами — Джоэл Сильвер и братья Вачовски. Идея фильма возникла во время съёмок сцен с ниндзя фильма «Спиди-гонщик» (2008), в которых Рейн, изображая бойца, произвёл на Вачовски сильное впечатление. Вачовски не понравился первоначальный сценарий фильма, и они наняли Майкла Стражински переписать его заново за шесть недель до того, как было запущено создание фильма. Съёмки начались в Берлине в конце апреля 2008 года. «Medienboard Berlin-Brandenburg» предоставила создателям фильма 1 млн $, а Федеральный кинофонд Германии предоставил дополнительно ещё 9 млн $. Съёмки проходили на студии «Babelsberg Studios», а также в различных частях Берлина.
По словам Мактига, на создание «Ниндзя-убийца» повлияли такие фильмы, как «Паника на улицах» (1950), «Побег» (1972), «Опустошённые земли» (1973), и аниме «Манускрипт ниндзя» (1993) и «Самурай Чамплу» (2004—2005).

## Прокат
При бюджете в размере $ 40 млн в США фильм собрал $ 38 122 883. Общемировые сборы составили $ 61 492 385.

## Запрет в России
6 мая 2022 года, спустя 13 лет после премьеры, Октябрьский районный суд Санкт-Петербурга признал фильм «Ниндзя-убийца» запрещённым на территории России в связи со сценами насилия.